# Ходжа, Арбер
Арбер Ходжа (алб. Arbër Hoxha; род. 6 октября 1998, Гейдельберг) — албанский и косоварский футболист, вингер загребского «Динамо» и сборной Албании. Участник чемпионата Европы 2024. Выступал за сборную Косова.

## Клубная карьера
Ходжа — воспитанник клубов «Истогу» и «Приштина». 20 февраля 2016 года в кубковом матче против клуба «Приштина» Ходжа дебютировал за «Истогу». Летом 2016 года на правах аренды перешёл в «Хайвалия». 18 сентября в поединке против «Дрита» он дебютировал за клуб в чемпионате Косово. В 2017 году на правах аренды стал игроком «Беса». 20 августа в матче против «Гилани» Ходжа провёл первый матч за клуб. 23 сентября в поединке против «Лириа» вингер дебютным дублем.
В июне 2019 года на правах свободного агента стал игроком «Балкани». 18 августа в матче против «Дукаджини» Ходжа дебютировал за клуб в косовской Суперлиге. 13 сентября в поединке против «Трепча’89» он забил первый гол за клуб.
Летом 2021 года перешёл в хорватский клуб «Локомотива». 14 августа в матче против «Истры 1961» Арбер дебютировал в чемпионате Хорватии. Зимой 2022 года стал игроком «Славен Белупо». 18 февраля в поединке против «Горицы» провёл первый матч за новый клуб.
В 2024 году перешёл в загребского «Динамо». 23 января в матче против «Локомотивы» он дебютировал за новый клуб. 5 мая в поединке против «Риеки» Ходжа забил первый гол за загребского «Динамо».

## Международная карьера
12 января 2020 года в товарищеском матче против сборной Швеции Ходжа дебютировал за сборную Косово. 8 июня 2021 года в товарищеском матче против сборной Гамбии отметился дебютным голом за национальную сборную. В 2024 году сменил спортивное гражданство на албанское.